# Бунди (княжество)

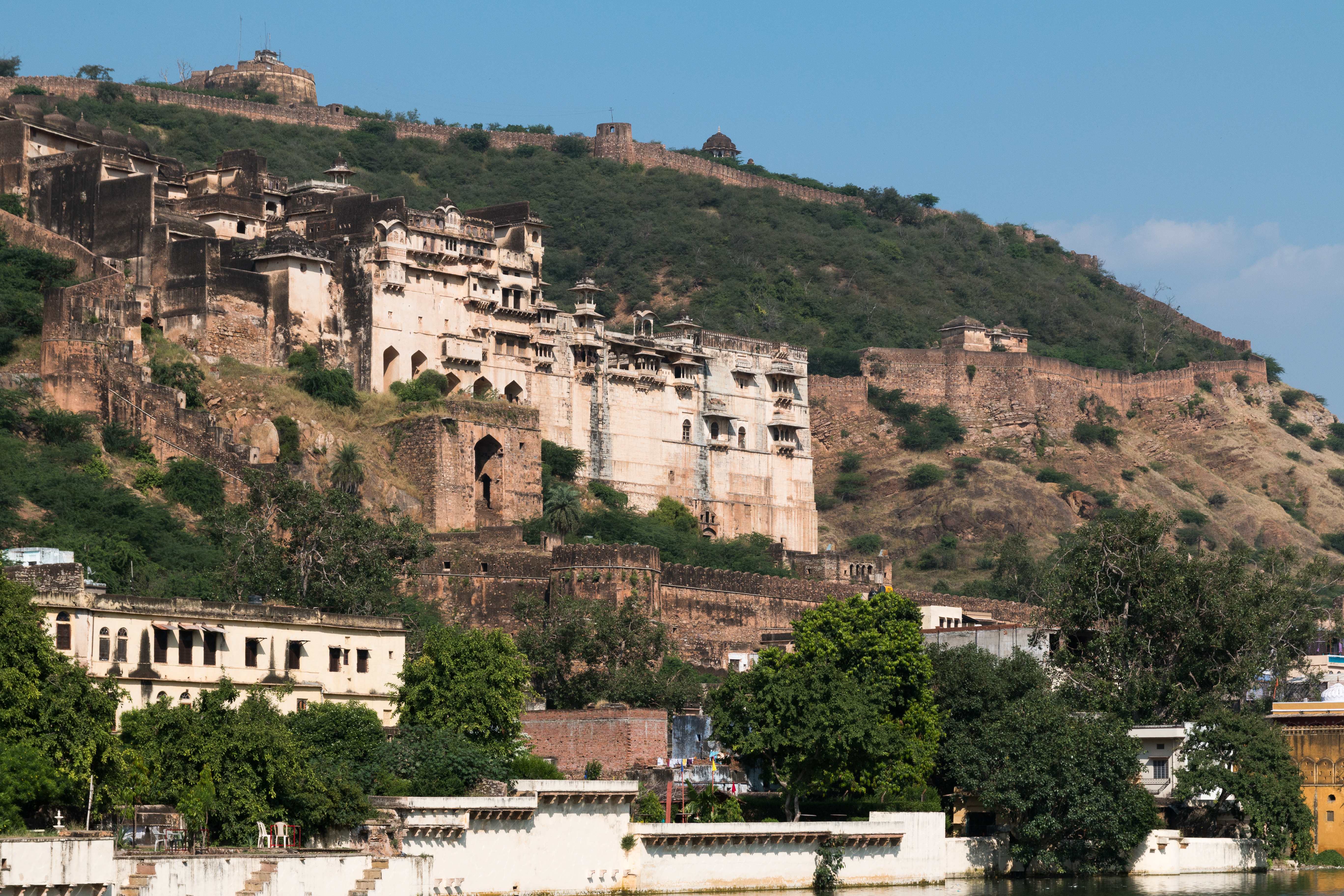
Вид на дворец Гадх в Бунди

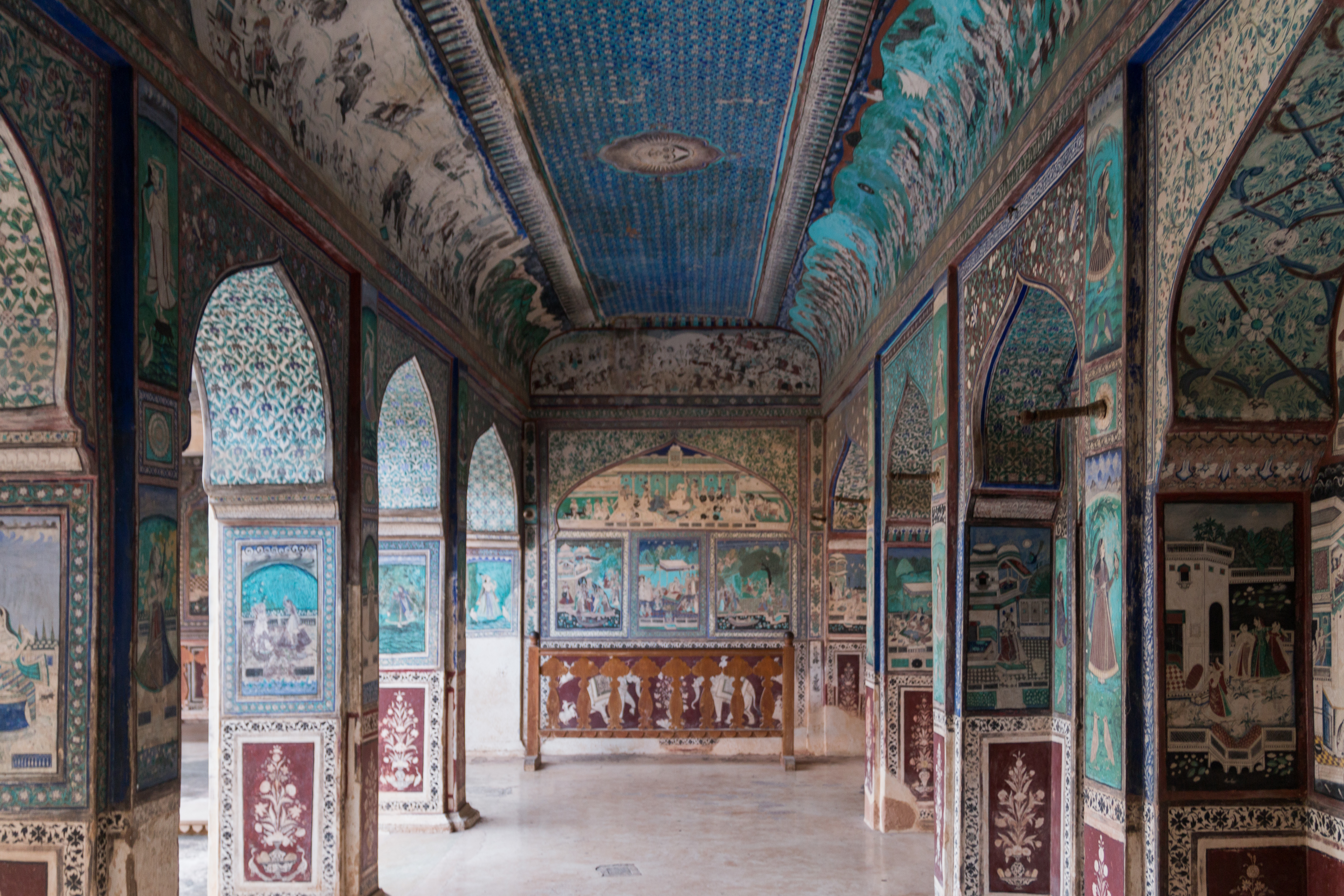
Гарх Дворец Читрасала

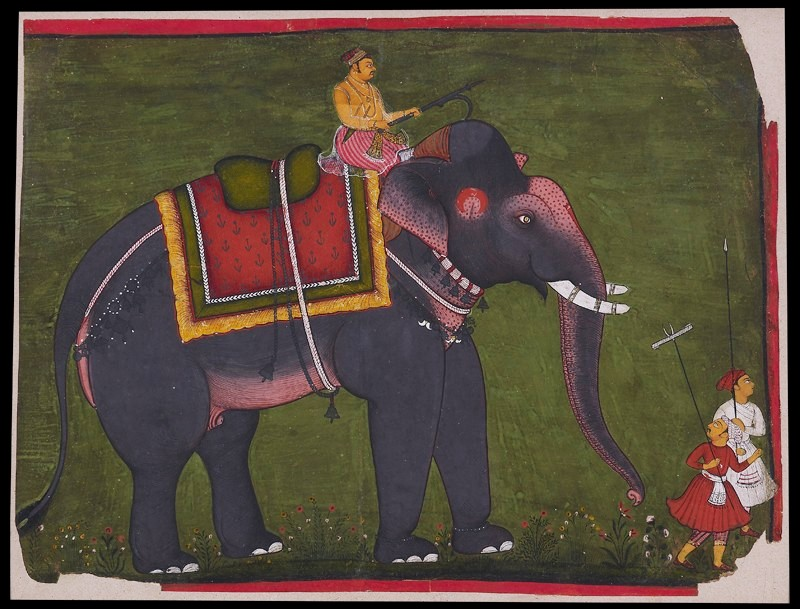
Махарао Бхао Сингх верхом на слоне, около 1675 года

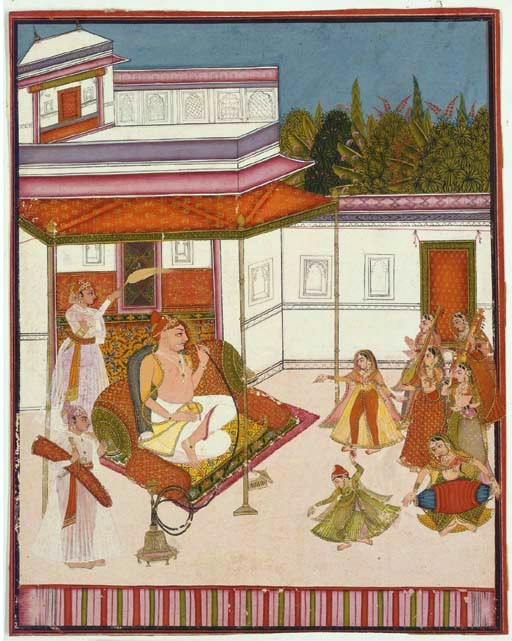
Махарао Умед Сингх из Бунди

Княжество Бунди  — туземное княжество, существовавшее на западе современной Индии в период с 1342 по 1949 год. Княжеством управляла линия Хада раджпутской династии Чаухан .
В эпоху Британской Индии Бунди было туземным княжеством и вассалом английской короны. Последний правитель княжества Бунди подписал соглашение о присоединении к Индийскому союзу в 1949 году.

## История

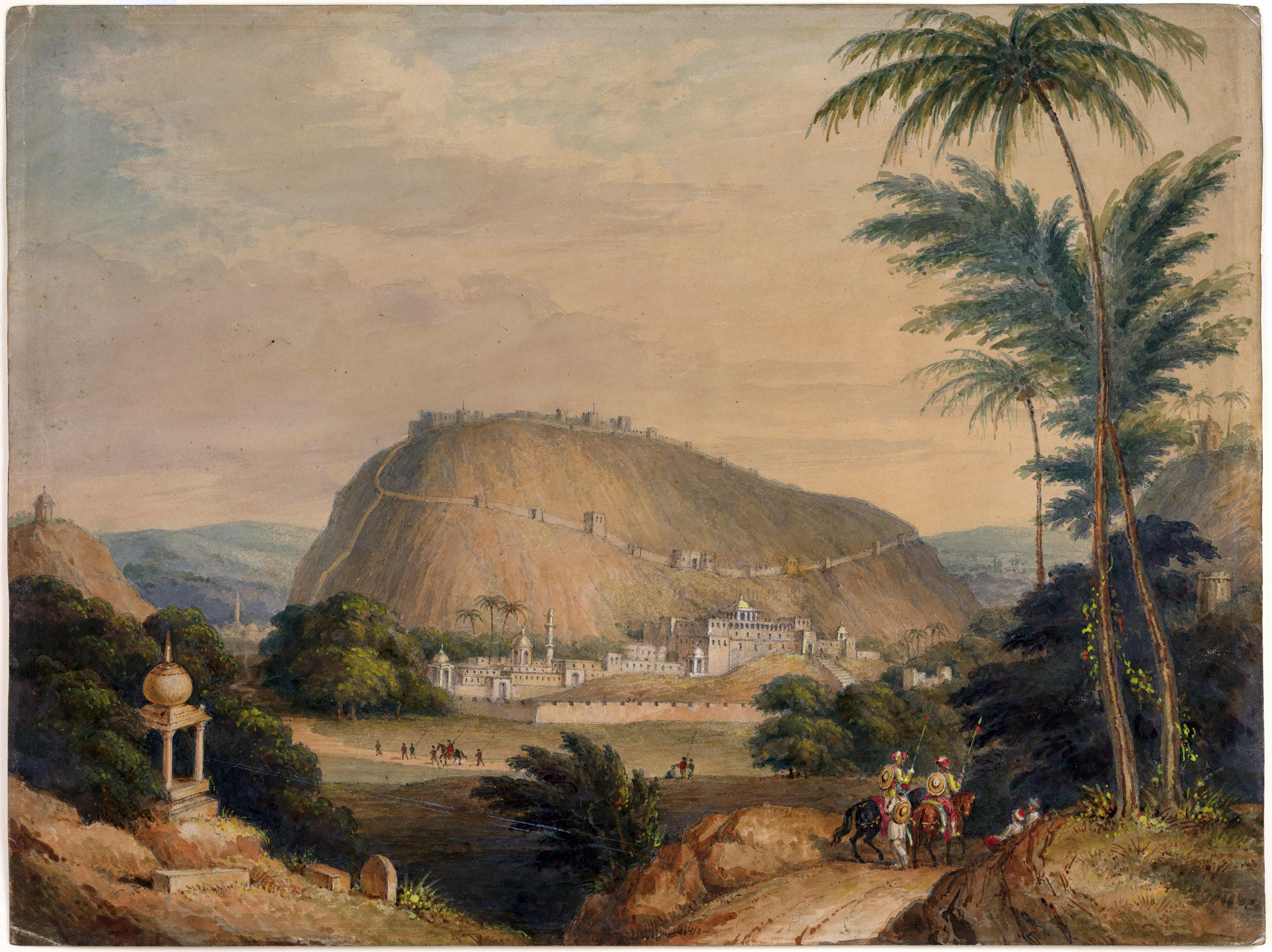
Акварельная картина города и перевала Бунди в Раджастане, написанная анонимным художником, работавшим в Британской школе, около 1840 года.

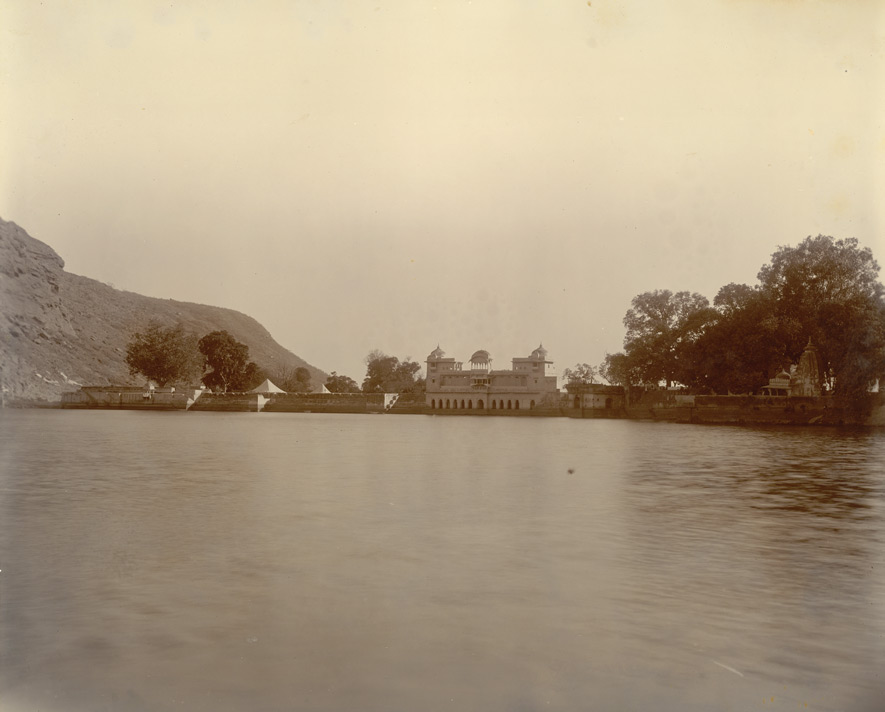
Дворец Сух Нивас на краю резервуара Джайт Сагар в Бунди, около 1900 года

В древние времена местность вокруг Бунди, по-видимому, была населена различными местными племенами, среди которых выделялись племена Парихар Мина. Говорят, что Бунди и одноимённое княжеское государство получили свои имена от бывшего вождя племени Мина по имени Бунда Мина. Раньше Бунди называли «Бунда-Ка-Наль», что означает «узкие пути». Бунди расположен в узкой долине хребта Аравали в штате Раджастхан.

## Средневековая эпоха
Позднее этим регионом управлял Рао Дева, который в 1242 году унаследовал Бунди от Джайта Мины, переименовав окрестности в Харавати или Хароти. В течение следующих двух столетий правители Бунди из династии Хада были вассалами махараджей Мевара и носили титул Рао до 1569 года, когда могольский император Акбар Великий даровал титул Рао Раджи Рао Сурджану Сингху (1554—1558) после сдачи крепости Рантамбор и его подчинения. В 1632 году Рао Раджа Чаттар Сал (1632—1658) стал правителем, он был одним из самых доблестных, принципиальных и справедливых раджей Бунди. Он построил храм Кешаварао в Кешораипатане и Чатра Махал в Бунди. Он стал князем Бунди после того, как его дед Рао Ратан Сингх, так как его отец Гопинатх, умер, когда Ратан Сингх стал править. Он служил в могольской армии в качестве главы своего войска раджпутов династии Хада Чаухан. Наследный принц Дара Шукох доверил Рао Чаттару салу губернаторство в Дели — редкая привилегия для индуса. Он оставался верен Шах-Джахану и Даре Шукоху во время восстания принца Аурангзеба, несмотря на многочисленные искушения и даже угрозы со стороны Аурангзеба. Рао Чаттар Сал погиб, доблестно сражаясь во главе своих войск Хада раджпутов в битве при Самугаре в 1658 году вместе со своим младшим сыном Бхаратом Сингхом. Рао Бхао Сингх (1658—1678), старший сын Чаттара Сала, унаследовал княжеский престол Бунди от отца. В 1707 году могольский император Бахадур-шах I пожаловал титул Махарао Раджа Раджу Будх Сингху (1696—1730).

## Британская эра

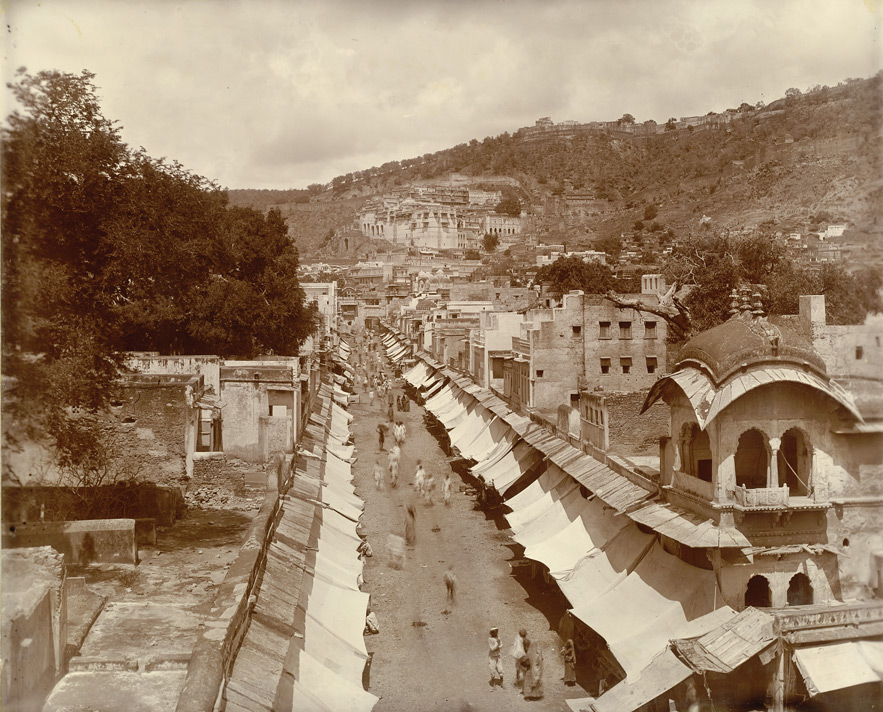
Вид вдоль базара в Бунди, сделанный Гунпатрао Абаджи Кале, около 1900 года.

В 1804 году Рао Раджа Бишан Сингх (1773—1821) оказал ценную помощь полковнику Монсону в его катастрофическом отступлении перед Холкаром, в отместку за что империя маратхов и Пиндари постоянно разоряли его государство и заставляли княжество Бунди платить дань вплоть до 1817 года. Поэтому 10 февраля 1818 года Бишан Сингх заключил субсидиарный договор с Британской Ост-Индской компанией, которая взяла его под свое покровительство. Он отвечал за создание дворца удовольствий Сукх Нивас на окраине Бунди.
Махарао Раджа Рам Сингх (1821—1889) вырос в очень уважаемого правителя, который инициировал экономические и административные реформы и основал школы для преподавания санскрита. Правил 68 лет, он был описан как великий образцовый раджпутской джентльмен и «самый консервативный князь в консервативной Раджпутане». Его правление было популярно и выгодно; и хотя во время сипайского мятежа 1857 года его отношение было неоднозначным, он по-прежнему пользуется доверием британской короны. В 1877 году он стал кавалером Ордена Звезды Индии и советником империи, а в 1878 году — кавалером Ордена Индийской империи. Ему наследовал приемный сын Рагубир Сингх (1889—1927), который был произведен в рыцари-командоры Ордена Звезды Индии в 1897 году. Его правление было омрачено двумя катастрофическими голодами. Несмотря на все его усилия по облегчению положения, население его княжества сократилось примерно с 258 000 до 171 000 человек к 1901 году из-за смерти и эмиграции.
Махарао Бахадур Сингх (1945—1977) также поддерживал англичан и служил в Бирманской кампании, где он заработал Военный Крест за свою храбрость, прежде чем унаследовать княжеский трон. Он был гостем в 1947 году на свадьбе принцессы Елизаветы, и Филиппа, герцога Эдинбургского.

## Присоединение к Индии
Во время раздела Индии в 1947 году британцы отказались от своего сюзеренитета над княжескими государствами, которым оставалось решить, оставаться ли им независимыми или присоединиться к новому независимому Доминиону Индии или Пакистана. Правитель государства Бунди решил присоединиться к Индии, которая впоследствии стала Индийским союзом. Это поставило внутренние дела Бунди под контроль Дели. Последний правитель Бунди подписал соглашение о присоединении к Индийскому Союзу 7 апреля 1949 года.

## Правители княжества
Правители государства Бунди принадлежали к династии раджпутов Хада Чаухан.

### Рао Раджа
- 1554—1585: Сурджан Сингх
- 1585—1608: Бходж Сингх
- 1608—1632: Ратан Сингх
- 1632—1658: Чаттар Сал Сингх
- 1658—1682: Бхао Сингх
- 1682—1696: Анируд Сингх
- 1696—1730: Будх Сингх (? — 1739)
- 1730—1749: Далел Сингх
- 1749—1770: Умайд Сингх (1-й раз) (1729—1804)
- 1770—1773: Аджит Сингх (? — 1773)
- 1773—1804: Умайд Сингх (2-й раз) (1729—1804)
- 1804 — 14 мая 1821: Бишен Сингх (1773—1821)

### Махарао Раджа
- 14 мая 1821 — 28 марта 1889: Рам Сингх (1811—1889), с 1 января 1877 года — сэр Рам Сингх
- 28 марта 1889 — 26 июля 1927: Рагубир Сингх (1869—1927), с 1 января 1894 года — сэр Рагубир Сингх
- 26 июля 1927 — 23 апреля 1945: Ишвари Сингх (1893—1945), с 11 мая 1937 года — сэр Ишвари Сингх
- 23 апреля 1945 — 15 августа 1947: Бахадур Сингх (1920—1977)

### Титульный Махараджхираджа
- 1947—1977: Бахадур Сингх (1920—1977).